# Rafael González Moralejo
Rafael González Moralejo (* 19. Mai 1918 in Valencia; † 29. Mai 2004) war Bischof von Huelva.

## Leben
Rafael González Moralejo empfing am 29. Juni 1945 die Priesterweihe.
Papst Pius XII. ernannte ihn am 25. Februar 1958 zum Weihbischof in Valencia und Titularbischof von Dardanus. Der Apostolische Nuntius in Spanien, Erzbischof Ildebrando Antoniutti, spendete ihm am 4. Mai desselben Jahres die Bischofsweihe; Mitkonsekratoren waren Marcelino Olaechea Loizaga SDB, Erzbischof von Valencia, und Casimiro Morcillo González, Erzbischof von Saragossa.
Papst Paul VI. ernannte ihn am 28. November 1969 zum Bischof von Huelva. Er nahm an allen Sitzungsperioden des Zweiten Vatikanischen Konzils teil. Am 27. Oktober 1993 nahm Papst Johannes Paul II. seinen altersbedingten Rücktritt an.